# Манино (Медынский район)
Манино — деревня в Медынском районе Калужской области России. Входит в состав сельского поселения «Село Передел»

## География
Находится в северо-западной части района, на административной границе с Московской областью.

## История
Согласно Плану генерального межевания Калужской губернии от 1782 года на месте Манина располагалось пустошь Минеево Катерины Ивановны Савеловой, Евдокима Алексеевича Щербинина (деда Дениса Даывдова) и Николая Ивановича Колычёва. 
Деревня относилась к приходу соседнего села Дунино.
В «Списке населённых мест Калужской губернии по сведениям 1863 года» указана как владельческая деревня Манина при безымянном ручье по правую сторону тракта из Медыни в Гжатск, в которой насчитывалось 18 дворов и 111 жителей. После земельной реформы вошла в Дунинскую (позже Незамаевскую) волость Медынского уезда. На 1897 год население деревни составляло 131 человек, а на 1914 год — 161 человек.

## Население
| 2002 | 2010 |
| ---- | ---- |
| 0    | ↗1   |

## Инфраструктура
Личное подсобное хозяйство с зоной сельскохозяйственного использования, индивидуальная застройка усадебного типа.

## Транспорт
Деревня доступна автотранспортом. 